# 布赖恩·尼克松·洛马斯
布赖恩·尼克松·洛马斯（ANAK MUHAMMAD LOMAS Bryan Nickson，1990年6月30日—），馬來西亞男子跳水運動員。

## 簡歷
2010年11月，布赖恩代表馬來西亞參加廣州亞運會，出戰男子3米跳板、男子10米跳台、雙人3米跳板及雙人10米跳台四個項目。他先與黄思良合作贏得雙人3米跳板銀牌，再夥拍楊健立奪得雙人10米跳台銀牌，又在個人項目贏得10米跳台銅牌；成為馬來西亞跳水隊在該屆亞運會獲得最佳成績的運動員。
2012年代表马来西亚参加伦敦奥运会的男子10米跳台及男子双人3米跳板比赛。在3米双人跳板中，布赖恩与黄强搭档排名第8。在10米跳台预赛中，布赖恩在第3跳失误以致仅能排在第19位而无缘晋级半决赛。　

## 主要成績
- 2010年 亞洲運動會 男子雙人10米跳台 銀牌
- 2010年 亞洲運動會 男子雙人3米跳板 銀牌
- 2010年 亞洲運動會 男子10米跳台 銅牌